# Hans Sarpei
Hans Adu Sarpei (Tema, 28 juni 1976) is een Ghanees voormalig betaald voetballer die doorgaans als verdedigende middenvelder speelde. Hij bracht zijn gehele carrière als prof door in Duitsland.
Sarpei heeft een Ghanees en een Duits paspoort, doordat hij in zijn jeugd samen met zijn ouders zijn vaderland verliet. Hij debuteerde op 8 oktober 2000 in het Ghanees voetbalelftal, tegen Zimbabwe (4-1 winst). Hij behoorde tot de nationale selectie op onder meer het WK 2006 en het WK 2010. Op het toernooi van 2006 kwam Sarpei niet in actie. In 2010 was hij onder bondscoach Milovan Rajevac basisspeler in alle vijf de wedstrijden die Ghana speelde. Daarnaast was hij actief op de Afrika Cup 2006, de Afrika Cup 2008 en de Afrika Cup 2010, waarop Ghana verliezend finalist was.
Zijn neef Hans Nunoo Sarpei is eveneens profvoetballer geworden en speelt sinds 2016 in Duitsland bij VfB Stuttgart.

## Cluboverzicht
| Seizoen  | Club                | Competitie    | Wedstrijden | Doelpunten |
| -------- | ------------------- | ------------- | ----------- | ---------- |
| 1998-'99 | SC Fortuna Köln     | 2. Bundesliga | 12          | 0          |
| 1999-'00 | SC Fortuna Köln     | 2. Bundesliga | 32          | 0          |
| 2000-'01 | MSV Duisburg        | 2. Bundesliga | 20          | 1          |
| 2001-'02 | VfL Wolfsburg       | Bundesliga    | 15          | 0          |
| 2002-'03 | VfL Wolfsburg       | Bundesliga    | 21          | 1          |
| 2003-'04 | VfL Wolfsburg       | Bundesliga    | 30          | 1          |
| 2004-'05 | VfL Wolfsburg       | Bundesliga    | 21          | 0          |
| 2005-'06 | VfL Wolfsburg       | Bundesliga    | 28          | 1          |
| 2006-'07 | VfL Wolfsburg       | Bundesliga    | 24          | 0          |
| 2007-'08 | Bayer 04 Leverkusen | Bundesliga    | 27          | 0          |
| 2008-'09 | Bayer 04 Leverkusen | Bundesliga    | 3           | 0          |
| 2009-'10 | Bayer 04 Leverkusen | Bundesliga    | 12          | 0          |
| 2010-'11 | FC Schalke 04       | Bundesliga    | 9           | 0          |
| 2011-'12 | FC Schalke 04       | Bundesliga    | 0           | 0          |

## Erelijst
FC Schalke 04
- DFB-Pokal

2010/11